# (70679) Urzidil
(70679) Urzidil es un asteroide que forma parte del cinturón de asteroides y fue descubierto por Miloš Tichý y Jana Tichá el 30 de octubre de 1999 desde el Observatorio Kleť, cerca de České Budějovice, República Checa.

## Designación y nombre
Recibió inicialmente la designación de 1999 UV3.
Fue nombrado por Johannes Urzidil (1896-1970), un escritor, poeta y periodista checo-alemán, fue amigo de Max Brod, Franz Kafka y Franz Werfel. En 1939 emigró a los EE. UU. Su obra muestra el destino de las personas que viven y trabajan en los bosques de Šumava (Selva de Bohemia). Su cuento Der Trauermantel describe los primeros años de Adalbert Stifter.

## Características orbitales
Urzidil orbita a una distancia media de 2,632 ua del Sol, pudiendo acercarse hasta 2,072 ua y alejarse hasta 3,192 ua. Tiene una inclinación orbital de 4,777 grados y una excentricidad de 0,213. Emplea 1559,33 días en completar una órbita alrededor del Sol.

## Características físicas
La magnitud absoluta de Urzidil es 16,51.